# ウディ・アレンの愛と死
『ウディ・アレンの愛と死』（Love and Death）は、ウディ・アレン監督・脚本・主演による1975年のコメディ映画である。
第25回ベルリン国際映画祭のコンペティション部門で上映され、銀熊賞 (芸術貢献賞)を受賞した。

## キャスト
- ウディ・アレン - ボリス
- ダイアン・キートン - ソーニャ
- ジェームズ・トールカン - ナポレオン・ボナパルト
- ハロルド・グールド - アントン
- オルガ・ジョルジュ＝ピコ（英語版） - アレクサンドロブナ伯爵夫人
- ジェシカ・ハーパー - ナターシャ
- ロイド・バティスタ - ドン・フランシスコ

## 評価
アメリカ合衆国とカナダでの興行収入は2000万ドルを超えた。
Rotten Tomatoesでは16件のレビューで支持率は100%、平均点は8/10となっている。
2008年に『エンパイア』誌が発表した歴代映画ベスト500では301位となった。